# Болотский, Роман Михайлович
Роман Михайлович Болотский (род. 1972) — российский самбист, призёр чемпионатов России, чемпион и призёр чемпионатов Европы, призёр Кубка мира, чемпион мира среди студентов, мастер спорта России международного класса, Заслуженный тренер России. Тренер юношеской сборной команды России.

## Биография
В детстве играл в футбол и бадминтон. В 4-м классе поступил в клуб «Самбо-70». Его одноклассниками были Игорь Куринной и Павел Фунтиков. В 1989 году стал выпускником клуба. Окончил Московский технологический университет.

## Спортивные результаты
- Чемпионат России по самбо 1997 года — ;
- Чемпионат России по самбо 1998 года — ;
- Чемпионат России по самбо 1999 года — ;
- Чемпионат России по самбо 2000 года — ;

## Награды
- Медаль ордена «За заслуги перед Отечеством» II степени (8 ноября 2023 года) — за большие заслуги в развитии и популяризации самбо в Российской Федерации, многолетнюю добросовестную работу[1]